# 현무문
현무문(玄武門)은 평양시 중구역 경상동에 위치한다. 6세기 중엽 고구려의 왕도  평양성을 축성할 당시 북성의 북문으로 처음 세운 뒤 여러 차례 보수했으며, 현재의 문루는 1855년과 1954년에 개축한 것이다. 현무문이란 이름은 사신 가운데서 북방 방위신으로 되어 있는 현무에서 딴 것이다. 모란봉과 을밀대 사이에 서 있는 이 문은 평양성 북방 방위의 수문장 역할을 맡고 있기도 하다.

## 구조

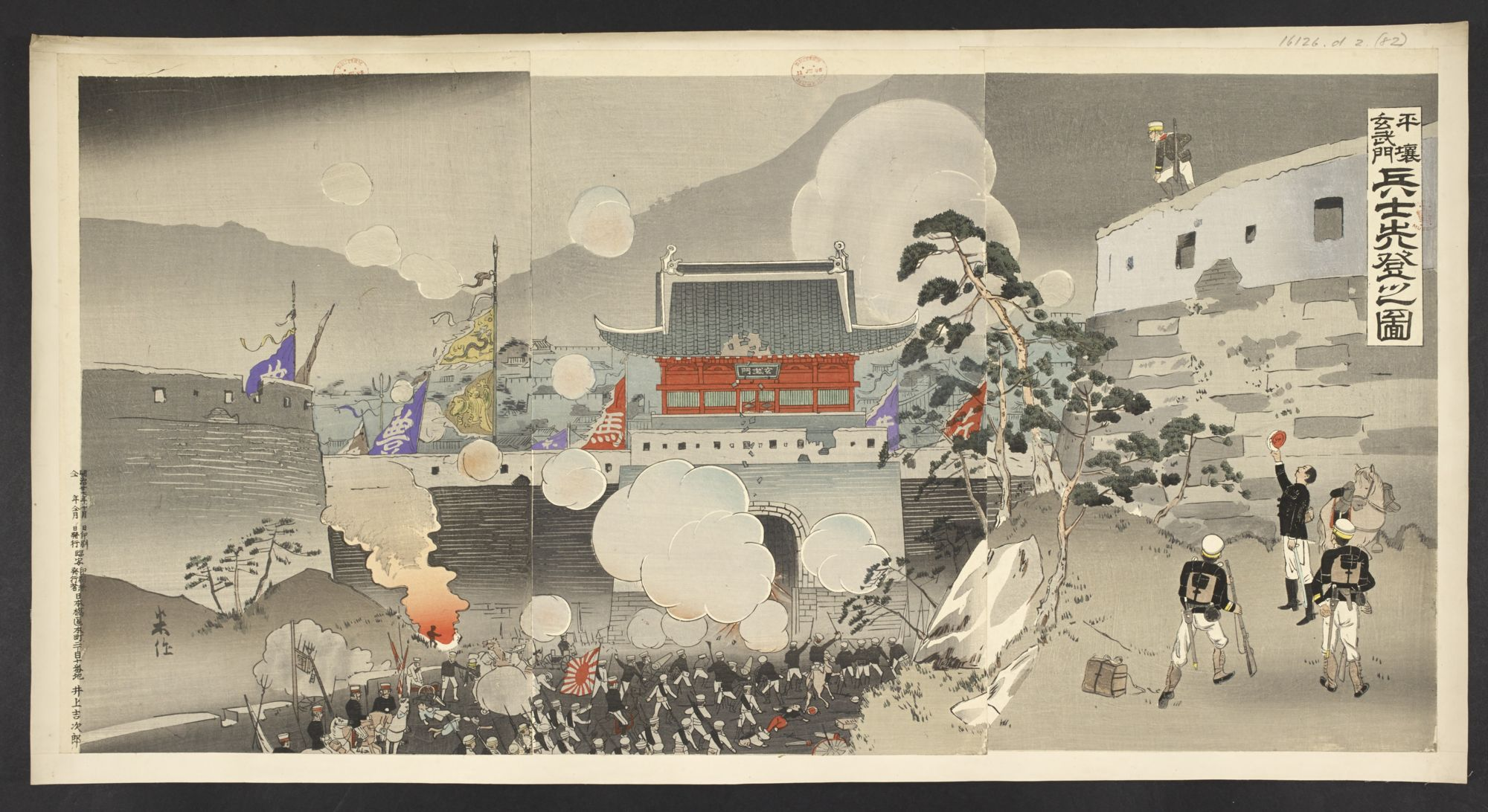
청일전쟁 당시의 현무문 점령을 기념하는 일본 민화

성문 밖에는 옹성을 좌우로 쌓아 성문 입구를 좁게 설계했으며, 문루는 정면 3칸 7.05m, 측면 3.1m의 홑처마 합각양식이다. 건물 안은 통천장으로 하고 사방을 틔워 놓았으며, 모루단청을 입혀 주변의 자연풍치와 잘 어울리게 하였다. 비록 규모는 웅장하지 않으나 고구려의 성문형식을 잘 유지하고 있다.

## 같이 보기
- 평양성 (고구려)